# Mini scule
Mini scule — вид жаб родини карликових райок (Microhylidae). Описаний у 2019 році.

## Поширення
Ендемік Мадагаскару. Поширений у низовинних лісах на південному сході країни.

## Опис
Тіло завдовжки 8-11 мм.